# Drassyllus sasakawai
Drassyllus sasakawai är en spindelart som beskrevs av Takahide Kamura 1987. Drassyllus sasakawai ingår i släktet Drassyllus och familjen plattbuksspindlar. Inga underarter finns listade i Catalogue of Life.